# C/2012 K1 PANSTARRS
C/2012 K1 (PANSTARRS) è una cometa non periodica scoperta il 17 maggio 2012 con il telescopio Pan-STARRS, posto sulla cima del Haleakalā presso l'omonimo osservatorio, alle Hawaii. La cometa fu scoperta nel 2012 come un oggetto di magnitudine 19,7, quando si trovava ad una distanza di 8,7 UA dal Sole. Verso la fine di aprile si è avvicinata alla Terra ed è divenuta visibile con un piccolo telescopio. Il suo perielio (massimo avvicinamento al Sole) è stato il 27 agosto 2014, mentre a partire dal 15 settembre 2014 è divenuta un oggetto visibile solo dall'emisfero australe.

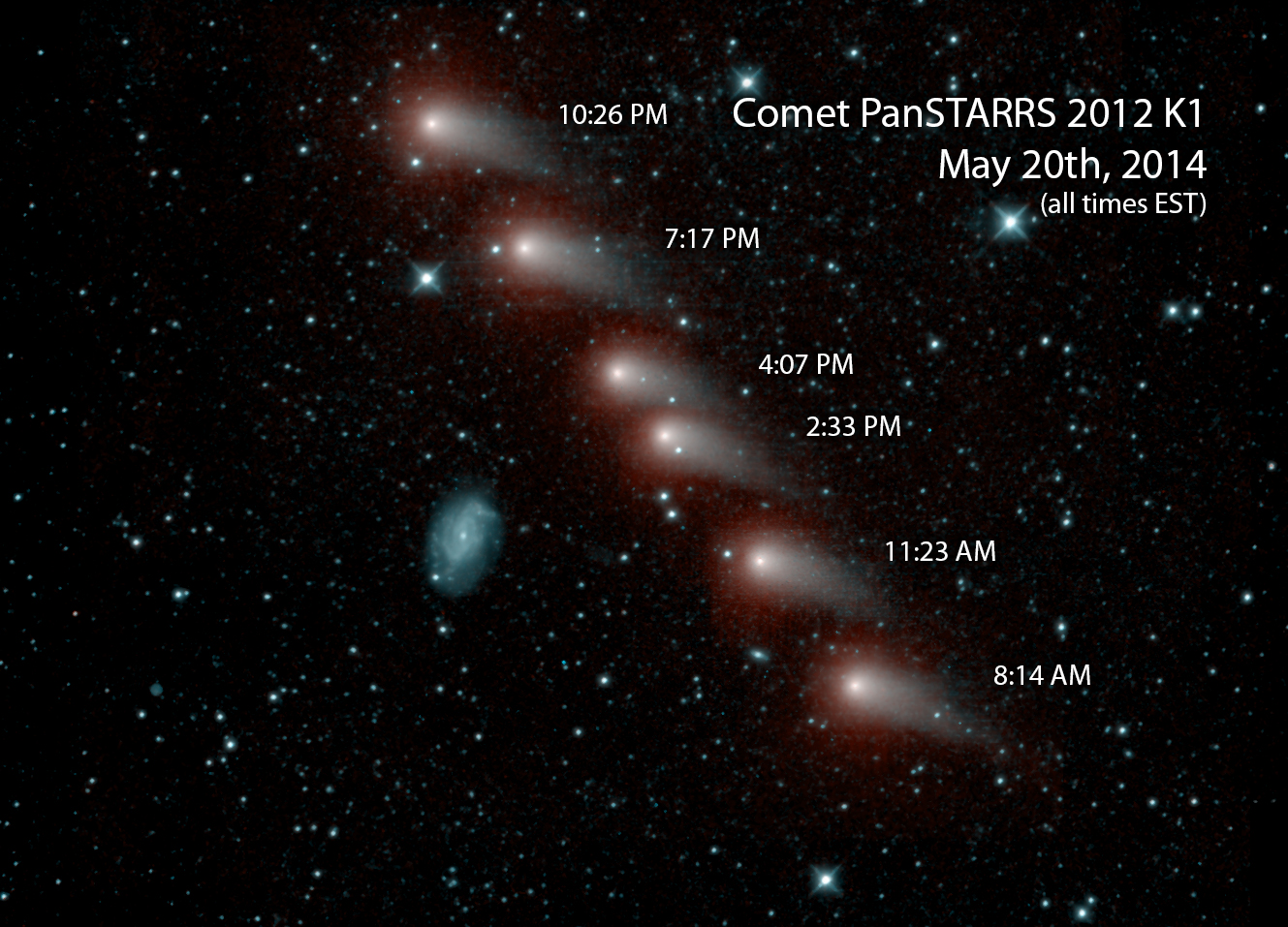
Serie di immagini nell'infrarosso, raccolte tramite WISE il 20 maggio 2014.